# Frankrijk op het Eurovisiesongfestival 1987
Frankrijk deed in 1987 voor de dertigste keer mee aan het Eurovisiesongfestival. In de Belgische stad Brussel werd het land op 9 mei vertegenwoordigd door Christine Minier met het lied "Les mots d'amour n'ont pas de dimanche". Ze eindigden met 44 punten op de 14de plaats.

## Nationale voorselectie
De nationale finale werd gehouden op 4 april 1987. Het zou de laatste nationale finale zijn tot 1999.
In totaal deden 10 liedjes mee aan deze nationale finale.
De winnaar werd gekozen door middel van mensen die opgebeld werden en gevraagd werden om de liedjes te beoordelen.
| Volgorde | Artiest           | Lied                                     | Punten | Plaats |
| -------- | ----------------- | ---------------------------------------- | ------ | ------ |
| 1        | Jacques Payan     | "Vivre libre"                            | 74     | 7      |
| 2        | Pascale Fontenel  | "Bonheur ordinateur"                     | 28     | 10     |
| 3        | Isabelle Gautier  | "Ciné-climat"                            | 29     | 9      |
| 4        | Patrick Alès      | "À tout vent"                            | 137    | 3      |
| 5        | Cathy Solo        | "Manolito"                               | 58     | 8      |
| 6        | Christine Minier  | "Les mots d'amour n'ont pas de dimanche" | 163    | 1      |
| 7        | Pascal Tafuri     | "Délit de fuite"                         | 110    | 6      |
| 8        | Marilyne & Marina | "Marilyne et Marina"                     | 150    | 2      |
| 9        | Joël Barret       | "La clef du temps"                       | 126    | 5      |
| 10       | Damien Natangelo  | "Vivre pour aimer"                       | 127    | 4      |

## In Brussel
In België moest Frankrijk optreden als 15de, net na het Verenigd Koninkrijk en voor Duitsland. Op het einde van de puntentelling werd duidelijk dat Frankrijk de 14de plaats had gegrepen met 44 punten.

### Gekregen punten
Van België ontving het geen punten en van Nederland ontving het 1 punt.
Men ontving ook 1 keer het maximum van de punten.

#### Finale
| 12 punten            | 10 punten               | 8 punten | 7 punten      | 6 punten                |
| -------------------- | ----------------------- | -------- | ------------- | ----------------------- |
| - Luxemburg          | - Ierland               |          |               |                         |
| 5 punten             | 4 punten                | 3 punten | 2 punten      | 1 punt                  |
| - Duitsland - Italië | - Griekenland - IJsland |          | - Zwitserland | - Nederland - Noorwegen |

### Punten gegeven door Frankrijk

#### Finale
Punten gegeven in de finale:
| 12 punten | Nederland   |
| 10 punten | Israël      |
| 8 punten  | Denemarken  |
| 7 punten  | Griekenland |
| 6 punten  | Duitsland   |
| 5 punten  | Cyprus      |
| 4 punten  | Noorwegen   |
| 3 punten  | Zweden      |
| 2 punten  | Joegoslavië |
| 1 punt    | Ierland     |